# BBV Mannheim
Der Billard-Bianco-Verein Mannheim 1987 e. V., kurz BBV Mannheim, ist ein Billardverein aus Mannheim. Die erste Mannschaft des 1987 gegründeten Vereins spielte drei Jahre in der 1. Bundesliga und gewann zweimal den deutschen 8-Ball-Pokal (1991, 1992).

## Geschichte
| Platzierungen (seit 2003) | Platzierungen (seit 2003)  | Platzierungen (seit 2003) |
| Saison                    | Liga (Spielklasse)         | Platz                     |
| ------------------------- | -------------------------- | ------------------------- |
| 2003/04                   | Verbandsliga Nord (5)      | 1                         |
| 2004/05                   | Oberliga Nord (4)          | 3                         |
| 2005/06                   | Oberliga Nord (4)          | 6                         |
| 2006/07                   | Verbandsliga Nord (5)      | 6                         |
| 2007/08                   | Verbandsliga Nord (5)      | 6                         |
| 2008/09                   | Verbandsliga Nord (5)      | 5                         |
| 2009/10                   | Landesliga Nord (6)        | 5                         |
| 2010/11                   | Landesliga Nord (6)        | 2                         |
| 2011/12                   | Landesliga Nord (6)        | 2                         |
| 2012/13                   | Landesliga Nord (6)        | 1                         |
| 2013/14                   | Verbandsliga Nord (5)      | 4                         |
| 2014/15                   | Verbandsliga Nord (5)      | 6                         |
| 2015/16                   | Verbandsliga Nord-West (5) | 3                         |
| 2016/17                   | Verbandsliga Nord-West (5) | 7                         |
| 2017/18                   | Landesliga Nord (6)        | 6                         |
| 2018/19                   | Landesliga Nord (6)        |                           |

Der BBV Mannheim wurde im Juni 1987 gegründet und nahm ab dem Herbst desselben Jahres am Spielbetrieb des Nordbadischen Pool-Billard Verbandes teil. In seiner ersten Saison stieg der Verein sowohl im 8-Ball als auch im 14/1 endlos in die Verbandsliga auf. In der folgenden Spielzeit gewann er im März 1989 den Verbandspokalwettbewerb Nordbaden und sicherte sich in der Liga am Saisonende den Aufstieg in die Oberliga Baden-Württemberg. 1991 war der Verein Gastgeber des deutschen 8-Ball-Pokals und gewann den Wettbewerb durch einen Finalsieg gegen den PBC Köln-Süd. Am Saisonende 1990/91 stieg das Team um den früheren Mannschaftseuropameister Uwe Sander erstmals in die 2. Bundesliga Süd auf.
In seiner ersten Zweitligaspielzeit gelang dem BBV der Durchmarsch in die 1. Bundesliga. Im Endspiel des deutschen 8-Ball-Pokals 1992 gelang den Mannheimern gegen den PBC Frankfurt die Titelverteidigung. Nach drei Jahren in der ersten Liga stieg der Verein 1995 in die zweite Spielklasse ab. Im selben Jahr zog er zum dritten Mal ins Pokalfinale ein, in dem er sich nun jedoch dem PC Mörfelden geschlagen geben musste.
Nach einem zwischenzeitlichen Abstieg in niedrigere Ligen gelang den Mannheimern 2004 die Rückkehr in die viertklassige Oberliga. Auf den dritten Platz in der Saison 2004/05 folgte mit dem sechsten Rang in der Spielzeit 2005/06 jedoch erneut der Abstieg in die Verbandsliga. Zweimal hielten sich die Mannheimer anschließend knapp in der Verbandsliga, bevor sie 2009 in die sechste Spielklasse abstiegen. Nach vier Jahren in der Landesliga gelang dem Verein in der Saison 2012/13 mit dem ersten Platz der Aufstieg in die Verbandsliga. Weitere vier Jahre danach stieg er erneut in die Landesliga ab.

## Aktuelle und ehemalige Spieler
(Auswahl)
- Ralph Eckert
- Bülent Gürkan
- Dennis Laszkowski
- Alen Salic
- Uwe Sander
- Tayfun Teber
- Sonny Weber
- Henning Wilkner

## Erfolge
Mannschaftserfolge
- Deutscher 8-Ball-Pokalsieger: 1991, 1992
- Aufstieg in die 1. Bundesliga: 1992

Einzelerfolge
- U 17-9-Ball-Europameister 2018
- U 23-9-Ball-Europameister 2024
- Deutscher Meister 8 - Ball 2024
  - Dennis Laszkowski

- Website des Vereins
- BBV Mannheim auf der Website der Deutschen Billard-Union